# Canção do Amor Demais
Canção do Amor Demais é um álbum de estúdio da cantora Elizeth Cardoso, gravado em abril de 1958 nos estúdios Columbia, no Rio de Janeiro, e lançado em maio de 1958 pelo selo Festa. Com composições de Vinicius de Moraes e Antônio Carlos Jobim e contando com a presença de João Gilberto tocando violão em duas faixas, é considerado um dos marcos iniciais da bossa nova.

## Antecedentes
O álbum foi gravado pelo selo Festa, de Irineu Garcia, uma pequena gravadora situada no centro do Rio de Janeiro. O selo, no entanto, não tinha finalidade meramente comercial: o objetivo de seu dono era editar discos "falados" de poetas e cronistas brasileiros, como Augusto Frederico Schmidt, João Cabral de Mello Neto e o próprio Vinicius de Moraes, entre outros.
Através da amizade com Vinicius, surgiu a ideia de um álbum com o então vice-cônsul do Itamaraty. Porém, em vez de sua própria voz, Vinicius sugeriu a Garcia que produzisse uma seleção de composições suas interpretadas por uma cantora. Ambos tentaram Dolores Duran que pediu um cachê alto e foi descartada em favor de Elizeth Cardoso.
Além do mais, dado à suas relações com o Itamaraty, Vinicius não desejava estar ostensivamente ligado à produção de um disco de sambas. Da mesma maneira,  Vinicius optou por agir com cautela ao franquear sua participação no disco, por um duplo receio: o de relacionar sua relação com a música popular com a profissão de diplomata e, também, de seu ofício de poeta com o de letrista.

## Gravação e produção
As gravações aconteceram nos estúdios da gravadora Columbia Records, no Rio de Janeiro, em abril de 1958. Apesar de ser lembrado como o primeiro disco onde a famosa batida de João Gilberto aparece (nas faixas "Outra Vez" e "Chega de Saudade"), seu nome não aparece nos créditos da primeira edição do álbum. Além do mais, João fora escalado também para o violão em "Eu Não Existo sem Você", "Luciana" e "Caminho de Pedra". Porém, ficou apenas com o coro - juntamente com Jobim e Walter Santos - na faixa título. O violonista reclamou, também, da falta de autonomia em tentar coproduzir as faixas com Tom. Ele tentou explicar a Elizeth como ela deveria cantar as faixas, pensando que ela tratava as canções de Vinicius como se fossem "peças sacras". De acordo com Castro, a cantora deu a entender que não necessitava dos seus palpites, dando pouca atenção às suas sugestões.

## Recepção

### Lançamento
Lançado em maio de 1958, Canção do Amor Demais não foi um sucesso, pelo menos inicialmente. Em parte, isso se deu pelo fato de que - além da prensagem limitada de 2 mil cópias -, em matéria de promoção do produto, a política do selo Festa era de "divulgação zero". Só mais tarde, depois do lançamento do compacto "Chega de Saudade" - com João Gilberto tocando violão e cantando, em julho daquele ano - e com o sucesso da bossa nova no Brasil e no mundo é que o álbum ganhou o status de precursor do movimento.

### Fortuna crítica
Com músicas de apelo sentimental, em sua maioria sambas-canções, Canção do Amor Demais é caraterizado pelo estilo próprio de Elizeth interpretar que reforça o efeito dramático. É o caso, por exemplo, da canção "Estrada Branca", cujo desfecho é trágico: "vou caminhando com vontade de morrer". Apesar de não ter tido uma grande repercussão na época, o disco foi elogiado pela crítica especializada.

## Legado
É considerado um dos marcos iniciais da bossa nova por apresentar diversas das características que passariam a definir o estilo, como uma banda reduzida em comparação aos boleros e sambas-canções e percussão influenciada pelo jazz norte-americano.

## Faixas
As canções foram compostas por Antônio Carlos Jobim com letra de Vinicius de Moraes, exceto onde indicado.
| Lado A |                      |                    |         |  |
| N.º    | Título               | Compositor(es)     | Duração |  |
| 1.     | "Chega de Saudade"   |                    | 3:28    |  |
| 2.     | "Serenata do Adeus"  | Vinicius de Moraes | 3:08    |  |
| 3.     | "As Praias Desertas" | Tom Jobim          | 2:17    |  |
| 4.     | "Caminho de Pedra"   |                    | 2:47    |  |
| 5.     | "Luciana"            |                    | 1:35    |  |
| 6.     | "Janelas Abertas"    |                    | 3:05    |  |

| Lado B         |                            |                    |         |  |
| N.º            | Título                     | Compositor(es)     | Duração |  |
| 1.             | "Eu não Existo sem Você"   |                    | 1:59    |  |
| 2.             | "Outra Vez"                | Tom Jobim          | 1:53    |  |
| 3.             | "Medo de Amar"             | Vinicius de Moraes | 3:07    |  |
| 4.             | "Estrada Branca"           |                    | 2:27    |  |
| 5.             | "Vida Bela (Praia Branca)" |                    | 2:08    |  |
| 6.             | "Modinha"                  |                    | 2:00    |  |
| 7.             | "Canção do Amor demais"    |                    | 1:43    |  |
| Duração total: | Duração total:             | Duração total:     | 31:43   |  |

## Créditos
Créditos dados pela página oficial de Tom Jobim e pelo Discogs.
- Elizeth Cardoso: vocal
- Antônio Carlos Jobim: arranjos, regência, piano e coro (faixa 1)
- João Gilberto: violão (nas faixas 1 e 8) e coro (faixa 1)
- Walter Santos: coro (faixa 1)
- Copinha: flauta
- Irany Pinto: violino
- Gaúcho: trombone
- Maciel: trombone
- Herbert: trompa
- Nídia Soledade: violoncelo
- Vidal: contrabaixo
- Juca Stockler: bateria